# Absonifibula bychowskyi
Absonifibula bychowskyi is een soort in de taxonomische indeling van de platwormen (Platyhelminthes). De worm is tweeslachtig en kan zowel mannelijke als vrouwelijke geslachtscellen produceren. De soort leeft in zeer vochtige omstandigheden.
De platworm komt uit het geslacht Absonifibula en behoort tot de familie Diclidophoridae. Absonifibula bychowskyi werd in 1976 voor het eerst wetenschappelijk beschreven door Lawler & Overstreet.